# UFC on ABC: Hill vs. Rountree Jr.
UFC on ABC: Hill vs. Rountree Jr. (também conhecido como UFC on ABC 8) foi um evento de artes marciais mistas organizado pelo Ultimate Fighting Championship que aconteceu em 21 de junho de 2025, no Baku Crystal Hall em Baku, Azerbaijão.

## Contexto

O Baku Crystal Hall sediará a estreia da promoção no Azerbaijão, que se tornará o 31.º país a receber um evento do UFC.

Uma luta no peso meio-pesado entre o ex-campeão  do UFC Jamahal Hill e o ex-desafiante ao cinturão Khalil Rountree Jr. liderou o evento. O duelo estava originalmente previsto para acontecer no UFC 303, em junho de 2024, mas foi cancelado após Rountree se retirar do card por ter ingerido acidentalmente DHEA em um suplemento contaminado. Em seguida, eles foram remarcados para liderar UFC on ESPN: Machado Garry vs. Prates, em abril, mas Hill saiu da luta devido a uma lesão persistente na perna.
O co-evento principal deve apresentar uma luta no peso-mosca entre Tagir Ulanbekov e o ex-desafiante ao cinturão dos moscas do UFC, Kyoji Horiguchi (que também é ex-campeão peso-mosca do RIZIN, bicampeão peso-galo do RIZIN e ex-campeão mundial peso-galo do Bellator). Horiguchi faria seu retorno ao UFC pela primeira vez desde novembro de 2016. No entanto, ele se retirou da luta por motivos não revelados e foi substituído por Azat Maksum.
Uma luta no peso-pesado entre o ex-desafiante ao cinturão interino dos pesados do UFC, Curtis Blaydes, e o estreante Rizvan Kuniev está programada para este evento. A dupla foi originalmente escalada para se enfrentar no UFC Fight Night: Cejudo vs. Song, depois remanejada para o UFC 313 e eventualmente cancelada poucas horas antes do evento após Blaydes se retirar devido a uma doença não revelada. A luta foi posteriormente remarcada para o UFC Fight Night: Burns vs. Morales, mas acabou sendo transferida para este evento por motivos desconhecidos.
Outros dois combates também estavam originalmente agendados para o UFC Fight Night: Burns vs. Morales e foram transferidos para este evento por motivos não divulgados: uma luta no peso-médio entre Park Jun-yong e Ismail Naurdiev, e uma luta no peso-pesado entre Hamdy Abdelwahab e o vencedor dos pesados do The Ultimate Fighter: Team Peña vs. Team Nunes, Mohammed Usman.
Originalmente agendado como um combate no peso-leve, o confronto entre o estreante Tofiq Musayev e Myktybek Orolbai ocorreu em peso casado de 165 libras (74,8 kg). Inicialmente, não houve informações sobre o motivo ou o momento da alteração, mas ambos os lutadores ultrapassaram o limite permitido para lutas sem disputa de cinturão no peso-leve durante a pesagem oficial, Musayev marcou 163 libras e Orolbai, 165 libras. Após o evento, foi revelado que a mudança ocorreu devido à dificuldade de Orolbai em bater o peso durante a semana da luta, o que levou ao ajuste no limite de peso para o confronto.

## Resultados
1. ↑  Naurdiev perdeu dois pontos no segundo round por uma joelhada ilegal.

## Prêmios bônus
Os seguintes lutadores receberam bônus de US$ 50.000.
- Luta da Noite: Nazim Sadykhov vs. Nikolas Motta
- Performance da Noite: Nazim Sadykhov e Nikolas Motta.